# Bevriende getallen
Van twee verschillende natuurlijke getallen a en b wordt gezegd dat ze bevriend zijn als de som van de echte delers van het getal a (a zelf niet, maar 1 wel) gelijk is aan het getal b, terwijl de som van echte delers van b gelijk is aan het getal a.
Een sinds de oudheid bekend paar bevriende getallen is (220, 284):
(som van echte delers van 220) = 1 + 2 + 4 + 5 + 10 + 11 + 20 + 22 + 44 + 55 + 110 = 284
(som van echte delers van 284) = 1 + 2 + 4 + 71 + 142 = 220
Leonhard Euler vond tussen 1747 en 1750 een zestigtal nieuwe paren van bevriende getallen. In 2007 waren er bijna twaalf miljoen paren bevriende getallen bekend.
De eerste negen paren bevriende getallen zijn:
(220, 284), (1184, 1210), (2620, 2924), (5020, 5564), (6232, 6368), (10744, 10856), (12285, 14595), (17296, 18416), (63020, 76084)
Het kleinste getal van een paar bevriende getallen is een overvloedig getal; het grootste is een gebrekkig getal. Het bevriende paar (1184, 1210) werd in 1866 ontdekt door de 16-jarige Nicolò Paganini (niet te verwarren met de violist Niccolò Paganini). Hij maakte daarmee destijds grote indruk op wiskundigen van faam.
De kleinste getallen van paren bevriende getallen vormen de rij A002025 in OEIS, de grootste vormen de rij A002046.

## Open vragen
Er is nog een aantal open vragen in verband met bevriende getallen, waaronder:
- Het is niet bekend of er oneindig veel paren van bevriende getallen zijn (men vermoedt van wel).
- Alle bekende paren bevriende getallen hebben dezelfde pariteit: de twee getallen zijn ofwel even, ofwel oneven. Het is niet bekend of er bevriende getallen bestaan met verschillende pariteit (een even en een oneven getal).
- Alle bekende paren bevriende getallen hebben een grootste gemene deler die groter is dan 1; het is niet bekend of er bevriende getallen bestaan die onderling ondeelbaar zijn.